# Tillandsia stricta
Tillandsia stricta là một loài thuộc chi Tillandsia. Đây là loài bản địa của Brasil và Venezuela.

## Hình ảnh

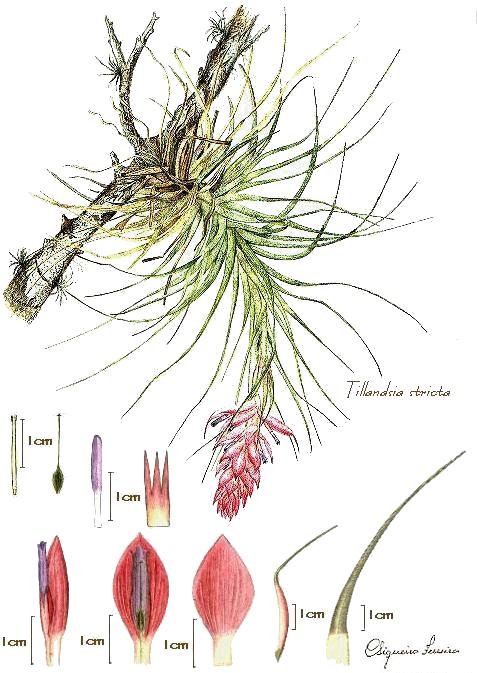
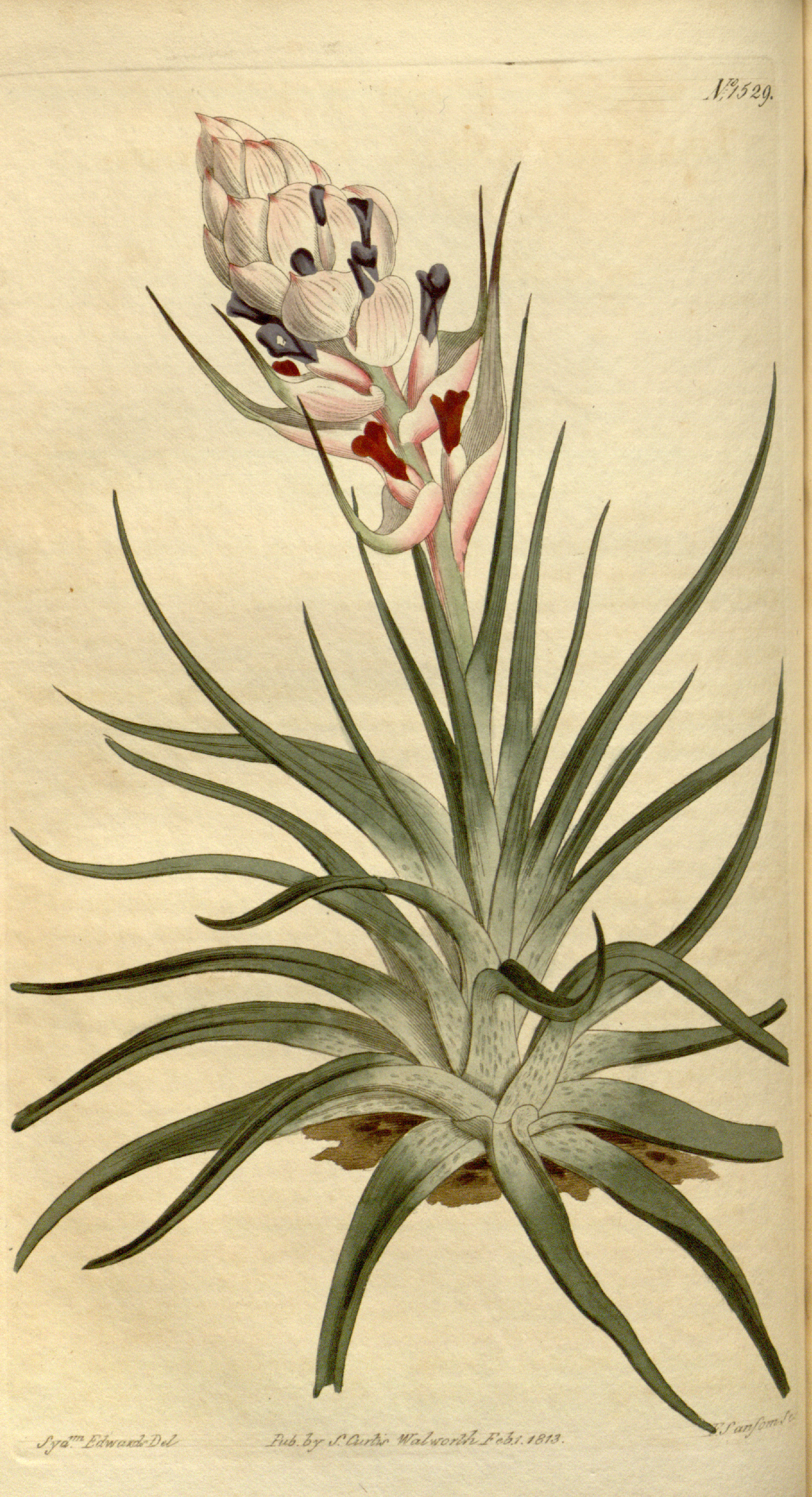
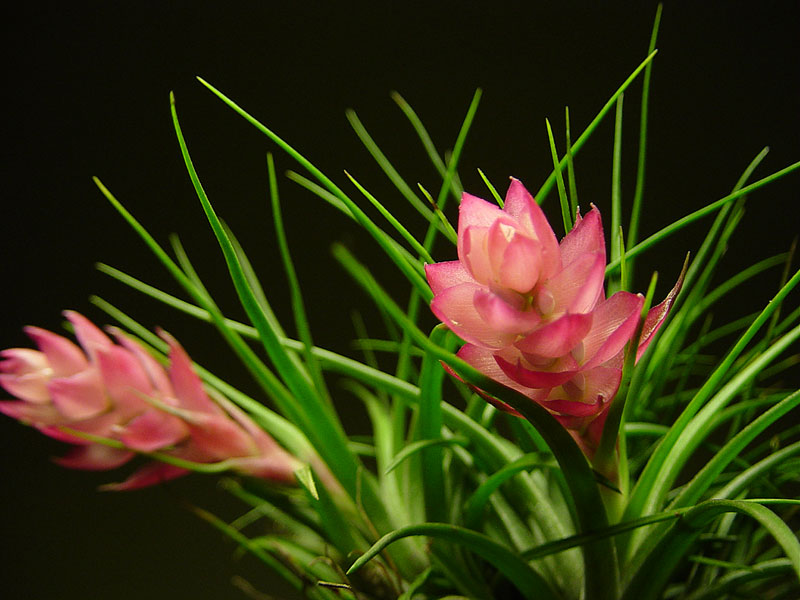
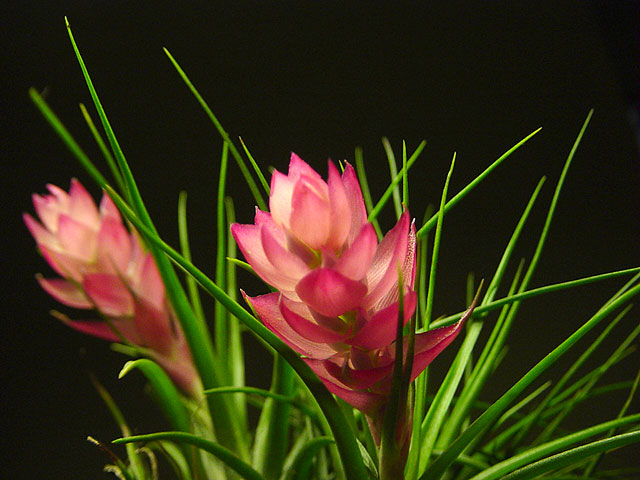

## Giống
- Tillandsia 'Azure Flame'
- Tillandsia 'Bingo'
- Tillandsia 'Bushfire'
- Tillandsia 'Coconut Ice'
- Tillandsia 'Cooran'
- Tillandsia 'Cooroy'
- Tillandsia 'Cotton Candy'
- Tillandsia 'Feather Duster'
- Tillandsia 'Fire And Ice'
- Tillandsia 'Flaming Cascade'
- Tillandsia 'Flaming Spire'
- Tillandsia 'Gardicta'
- Tillandsia 'Houston'
- Tillandsia 'Imbroglio'
- Tillandsia 'J. R.'
- Tillandsia 'Kayjay'
- Tillandsia 'Lilac Spire'
- Tillandsia 'Millenium'
- Tillandsia 'Mystic Albert'
- Tillandsia 'Ned Kelly'
- Tillandsia 'Perky Pink'
- Tillandsia 'Poor Ixy'
- Tillandsia 'Quicksilver'
- Tillandsia 'Really Red'
- Tillandsia 'Rolly Reilly'
- Tillandsia 'Sexton'
- Tillandsia 'Southern Cross'
- Tillandsia 'Tamaree'
- Tillandsia 'Ty's Prize'
- Tillandsia 'Winner's Circle'